# Estación de Clínico
Clínico es una estación en superficie de la línea 1 del Metro de Málaga. Se sitúa en el Bulevar Louis Pasteur a la altura del Hospital Clínico Universitario Virgen de la Victoria perteneciente al distrito Teatinos de Málaga. Forma parte de los primeros tramos de la red en ser inaugurados el 30 de julio de 2014.